# Mesochorus macilentus
Mesochorus macilentus är en stekelart som beskrevs av Dasch 1974. Mesochorus macilentus ingår i släktet Mesochorus och familjen brokparasitsteklar. Inga underarter finns listade i Catalogue of Life.